# L'Odyssée (film)
Pour les articles homonymes, voir Odyssée (homonymie).
Pour plus de détails, voir Fiche technique et Distribution.
L'Odyssée est un film biographique français coécrit et réalisé par Jérôme Salle, sorti en 2016. Il s’agit du portrait de Jacques-Yves Cousteau qui fait aussi une large place à ses relations avec son fils cadet, Philippe Cousteau.
Il est présenté en ouverture au neuvième festival du film francophone d'Angoulême, en août 2016.
En 2017, le film reçoit le César du meilleur son.

## Synopsis

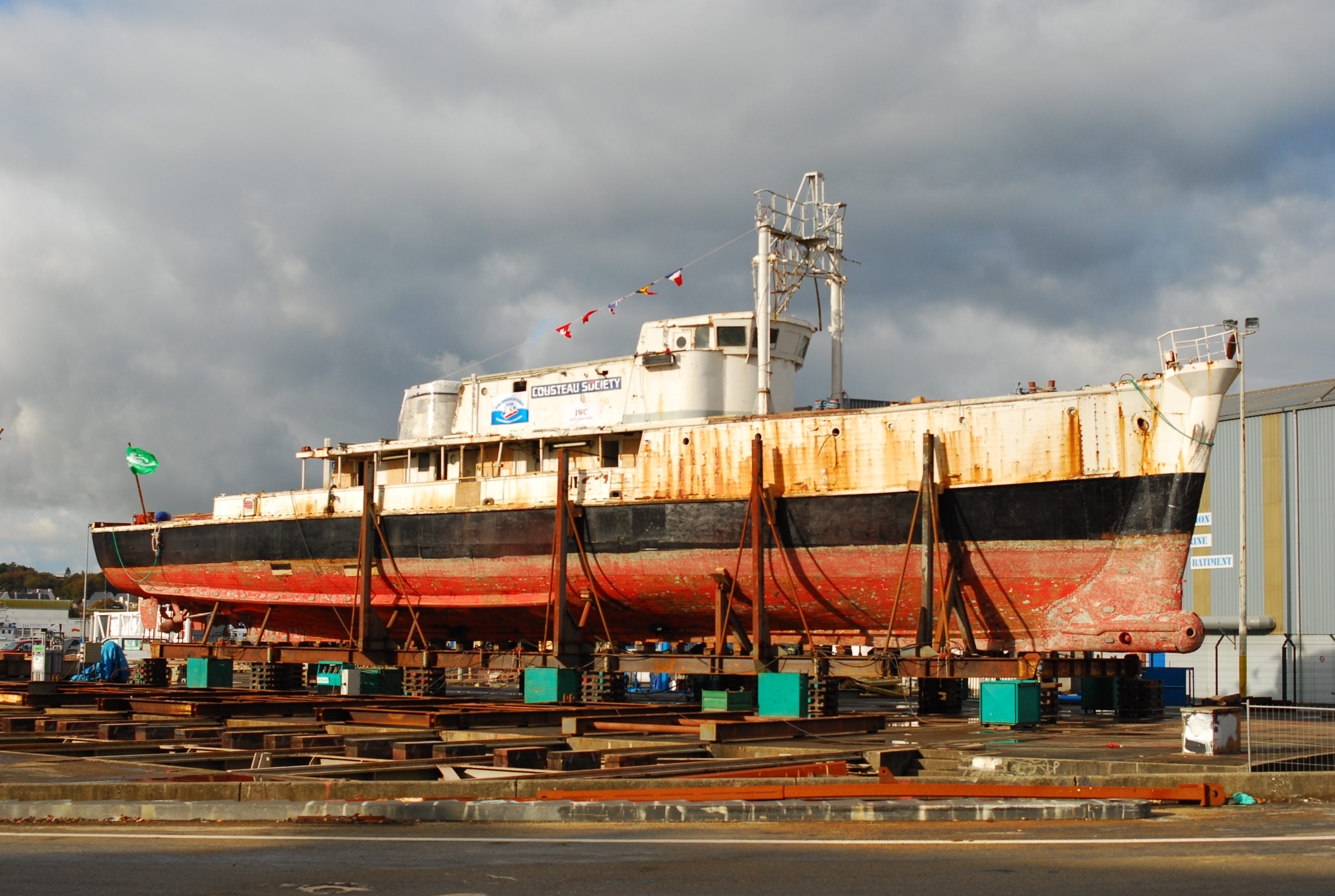
L'épave de la Calypso sur le terre plein aux chantiers Piriou à Concarneau

Après avoir quitté la Marine nationale française, Jacques-Yves Cousteau veut se lancer dans l'exploration sous-marine. En 1950, il loue le bateau Calypso à un riche britannique. Le « commandant » part alors aux quatre coins du Monde, avec sa femme Simone et notamment Albert « Bebert » Falco. Ses deux fils, Philippe Cousteau et Jean-Michel Cousteau, restent en pension... Quelques années plus tard, Philippe rejoint finalement l'équipe de son père, qui tourne une série de films documentaires financés par une chaîne de télévision américaine. Philippe étant sensibilisé à l'écologie à laquelle son père est insensible, il se brouille avec lui puis, alors que les affaires de Jacques-Yves périclitent, revient auprès de lui et le sensibilise à la protection des océans et des espèces animales menacées, donnant à la carrière de son père une nouvelle orientation et un nouveau départ.

## Fiche technique
- Titre original : L'Odyssée
- Titre international : The Odyssey
- Réalisation : Jérôme Salle
- Scénario : Jérôme Salle et Laurent Turner, d'après les livres Capitaine De La Calypso d'Albert Falco et Yves Paccalet[2] et Mon père le commandant de Jean-Michel Cousteau
- Costumes : Olivier Bériot
- Décors : Laurent Ott
- Photographie : Matias Boucard
- Son : Marc Engels, Frédéric Demolder, Sylvain Rety et Jean-Paul Hurier
- Montage : Stan Collet
- Musique : Alexandre Desplat
- Production : Nathalie Gastaldo, Philippe Godeau, Olivier Delbosc et Marc Missonnier
- Sociétés de production : Curiosa Films, Moana Films et Pan-Européenne ; Casa Productions, TF1 Films Production et Wild Bunch Distribution (coproductions)
- Société de distribution : Wild Bunch Distribution
- Budget : 35 millions euros[3]
- Pays d'origine :  France
- Langues originales : français, anglais
- Format : couleur - 2.66 – Dolby 5.1
- Genre : biographique
- Durée : 122 minutes
- Dates de sortie[4] :
  - Belgique, France, Suisse romande : 12 octobre 2016

## Distribution
- Lambert Wilson : Commandant Jacques-Yves Cousteau
- Audrey Tautou : Simone Cousteau, épouse du Commandant
- Pierre Niney : Philippe Cousteau, le fils cadet
- Benjamin Lavernhe : Jean-Michel Cousteau, le fils aîné
- Vincent Heneine : Albert « Bébert » Falco, le second du Commandant
- Laurent Lucas : Philippe Tailliez, officier de la marine française
- Thibault de Montalembert : Étienne Deshaies
- Roger Van Hool : Daniel Cousteau
- Chloé Hirschman : Jan (en)
- Adam Neill : David Wolper
- Olivier Galfione : Frédéric Dumas
- Martin Loizillon : Henri Plé
- Ulysse Stein : Philippe Cousteau, enfant
- Rafaël de Ferran : Jean-Michel Cousteau, enfant
- Chloé Williams : Eugenie Clark

## Production

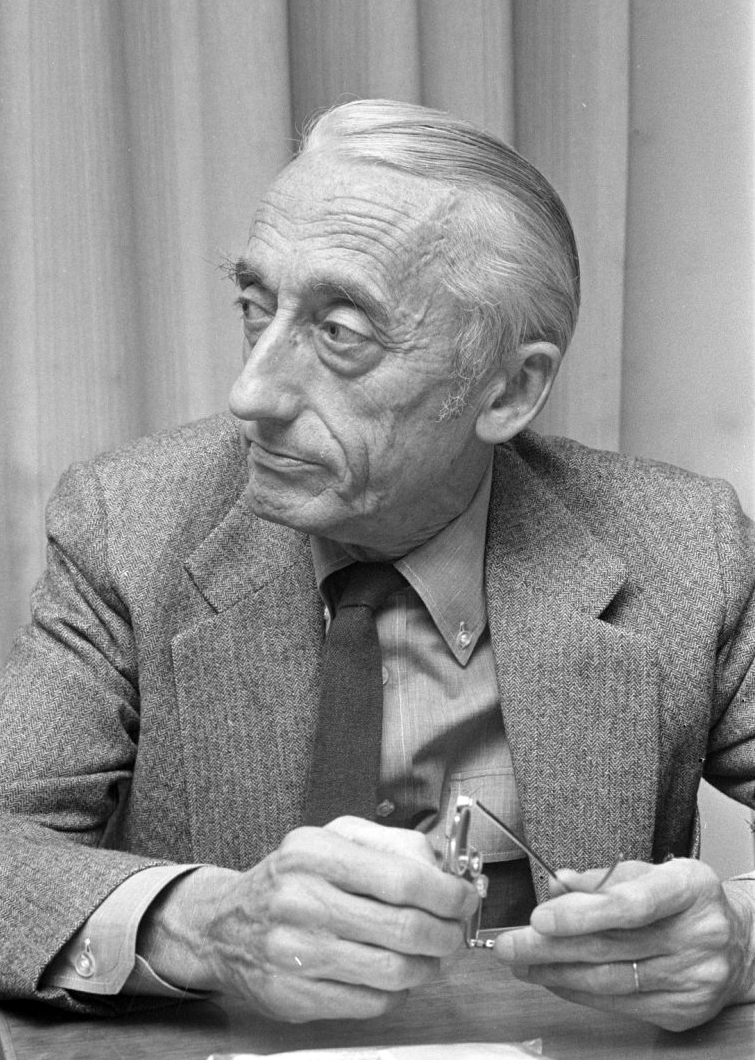
Jacques-Yves Cousteau en 1972.

### Genèse et développement
Jérôme Salle est un admirateur du commandant Cousteau depuis son enfance : « J’ai été élevé dans le sud de la France, mes parents avaient un voilier et nous naviguions dans les endroits où Cousteau a plongé en premier, entre les Embiez, Porquerolles, toutes ces îles du Var. Je garde aussi évidemment le souvenir de ses documentaires à la télé. Dès le départ, ce personnage et son œuvre étaient liés à ma propre vie ». Dès 2004, après la sortie d'Anthony Zimmer, le réalisateur parle d'ailleurs du projet à ses producteurs. Il a notamment voulu faire ce film en se rendant compte que son fils ne connaissait absolument pas le commandant Cousteau. Jérôme Salle a alors pensé que l'idole de son enfance était en train de tomber dans l'oubli :

« C’était incroyable car pour les gens de ma génération, le commandant Cousteau c’était un peu Jésus Christ, l’un des hommes les plus connus au monde... En discutant autour de moi, j’ai réalisé qu’il était en train de tomber complètement dans l’oubli pour les moins de 20 ans, voire les moins de 30 ans. J’ai donc commencé à regarder ce qui était écrit sur lui. Sur internet, dans les livres, j’ai revu des documentaires et tout cela au final a réveillé une nostalgie d’enfance. Je me suis également aperçu qu’à part le film de Wes Anderson La Vie aquatique, aucun projet de cinéma n’avait jamais abordé ce destin exceptionnel. À partir de là, j’ai tiré comme sur le fil d’une pelote et j’ai vite senti un mystère : on sait très peu de choses sur Jacques-Yves Cousteau. Il maîtrisait parfaitement sa communication en se filmant avec son équipage mais sans jamais rien révéler de son intimité. »

— Jérôme Salle
En 2011, il est confirmé que Jérôme Salle travaille sur un film biographique sur Jacques-Yves Cousteau, adapté du livre Capitaine De La Calypso d'Albert Falco et Yves Paccalet. Le réalisateur projette par ailleurs de faire un film en 3D pour un budget d’environ 30 millions d'euros. Entre-temps, Jérôme Salle met en scène le film policier Zulu, qui sort en 2013.
Fidélité Productions, producteur du réalisateur, conscient des coûts d'un tel projet, décide d'unir ses forces avec la société de production Pan Européenne qui a acheté les droits du livre d'Albert Falco.

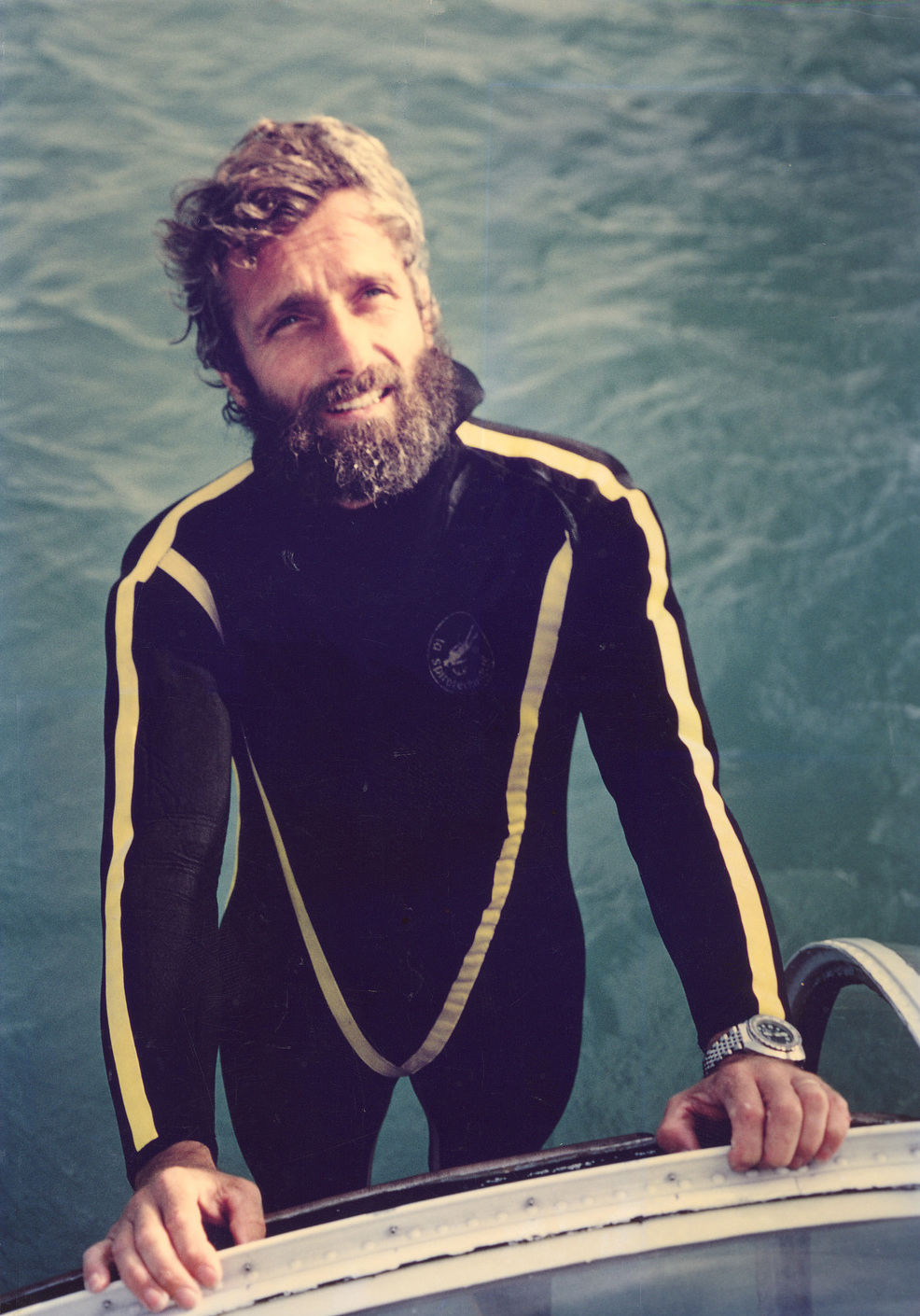
Philippe Cousteau en avril 1975.

Jérôme Salle écrit le scénario avec Laurent Turner. Ils effectuent un important travail de recherche durant le processus d'écriture et rencontrent des personnes ayant connu le commandant. Jérôme Salle raconte : « Nous avons d’abord effectué un immense travail de journaliste plus que de scénariste. Et une fois celui-ci effectué, nous nous sommes attelés à l’écriture. Je crois que c’était un bon scénario — en tout cas il plaisait — mais j’avais une petite frustration de mon côté. Le sentiment d’être un peu trop classique, un peu trop biopic d’une certaine manière. C’est sans doute la rencontre avec les acteurs qui a débloqué les choses. Pierre Niney, avec qui je voulais travailler, m’a conforté dans l’idée d’accorder plus de place au personnage de Philippe Cousteau, l’un des fils du commandant. À ce moment, l’opposition entre lui et son père m’a paru une évidence pour construire l’histoire du film... J’ai donc réécrit une nouvelle version en enlevant au passage une première partie sur la jeunesse de Cousteau, ce qui avait l’avantage de me permettre de proposer le rôle à Lambert Wilson qui m’a dit oui presque immédiatement, heureusement ». Jérôme Salle a notamment rencontré Jan, la veuve de Philippe Cousteau : « Nous avons déjeuné ensemble, elle a commencé à me raconter sa vie, à me parler de son mari décédé alors qu’elle attendait leur second enfant... En l’écoutant parler et en la voyant pleurer près de 40 ans après la mort de son mari, j’ai trouvé son histoire d’amour et de vie tellement belle, que j’ai décidé de donner plus d’importance à Philippe dans le film... Philippe Cousteau est un véritable héros de cinéma, y compris dans son destin tragique. Mais j’ai vraiment rencontré tous les Cousteau ou presque ! Quand je regarde la liste des Cousteau dans mon téléphone, je m’aperçois qu’il y en a plus que les membres de ma propre famille ! ». Jérôme Salle évoque également l'influence du Parrain sur le film tant les deux histoires nous plongent dans des sagas familiales hors-normes.
En mai 2014, une première affiche est dévoilée. Cependant, en décembre 2014, il est annoncé que le projet est mis en pause : « Avec l'accord des producteurs, j'ai décidé au mois de juillet d'arrêter la production. Pas pour des raisons financières, mais parce que je n'étais pas satisfait de ce que j'avais fait. Prendre une telle décision, alors que des millions d'euros étaient déjà sur la table, est une chose très difficile mais beaucoup de films devraient s'en inspirer ».
Le projet est relancé en mars 2015 lorsque le réalisateur confirme les trois acteurs principaux sur Twitter et annonce un tournage prévu courant 2015.

### Attribution des rôles

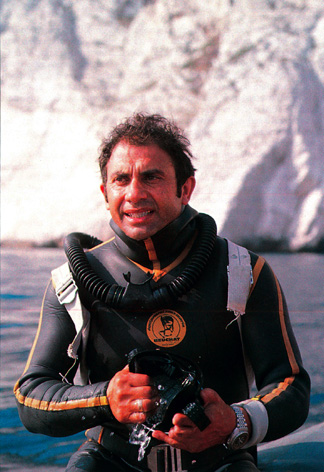
Albert Falco, dit « Bébert », en 1975.

En 2014, Pierre Niney est confirmé dans le rôle du fils du Commandant, Philippe Cousteau. Il explique alors : « Je jouerai le second rôle face à Adrien Brody qui tiendra le principal, et ce sera un film en langue anglaise à priori ». Quelque temps plus tard, c'est Romain Duris qui est annoncé dans le rôle principal. Finalement, en mars 2015, Lambert Wilson est confirmé dans le rôle principal alors qu'Audrey Tautou jouera sa femme Simone.

### Tournage
Le tournage commence en octobre 2015 et doit se poursuivre jusqu'au début de 2016. Il se déroule en Méditerranée, en Afrique du Sud, et en Antarctique notamment. La Croatie a servi pour reconstituer la Côte d'Azur des années 1940-1950.

« Quand nous nous sommes retrouvés, pour la dernière étape du tournage, sur le pont du bateau qui appareillait pour nous emmener vers l’Antarctique, nous nous sommes tombés dans les bras l’un de l’autre. Ça faisait si longtemps que l’on parlait de L’Odyssée, de ce voyage en Antarctique pour conclure le tournage et finalement on y était, on l’avait fait ! Pierre est un formidable acteur qui possède quelque chose de fort : un vrai sens de la narration, ce que les américains appellent le « storytelling ». Je pense qu’il saura s’en servir quand il passera à la réalisation de longs métrages, ce qui arrivera forcément un jour. »

— Jérôme Salle, à propos de Pierre Niney

### Musique
La musique du film est composée par Alexandre Desplat. Jérôme Salle explique leur collaboration : « Je pense, (et je le lui ai dit), que c'est le plus beau thème qu'il m'ait donné. Quand un compositeur vous offre ce genre de musique, c'est un cadeau... Alexandre s'est mis au piano, regardant les images du film, il a trouvé ces notes devant moi. C'était très émouvant. Il a compris ce que je cherchais dans l'humeur comme dans l'émotion. À la fin de l'enregistrement en studio, je lui ai piqué la partition et je l'ai donnée à mes enfants, qui jouent eux aussi du piano, afin qu'ils l'apprennent ! Je dois dire qu'ils ne sont pas encore très au point... »
L'album de la bande originale contient également quelques chansons pop rock et soul entendues dans le film.
Liste des titres
1. L'Odyssée
2. Exploration
3. Autour du globe
4. L'hydravion
5. Respirer sous l'eau
6. Deep Diving
7. La grotte
8. Massacre
9. Preservation
10. Balais des baleines
11. Aventuriers père et fils
12. Antarctica
13. Terra Incognita
14. Last Flight
15. Don't Knock It (interprété par The Delta Rhythm Boys)
16. Hard To Handle (interprété par Otis Redding)
17. That's Life (Live at The Apollo Theater) (interprété par James Brown)
18. No Sugar Tonight (interprété par The Guess Who)
19. California Dreamin' (interprété par The Mamas and the Papas)
20. It's OK (interprété par Tom Rosenthal)

## Accueil

### Festivals et sorties

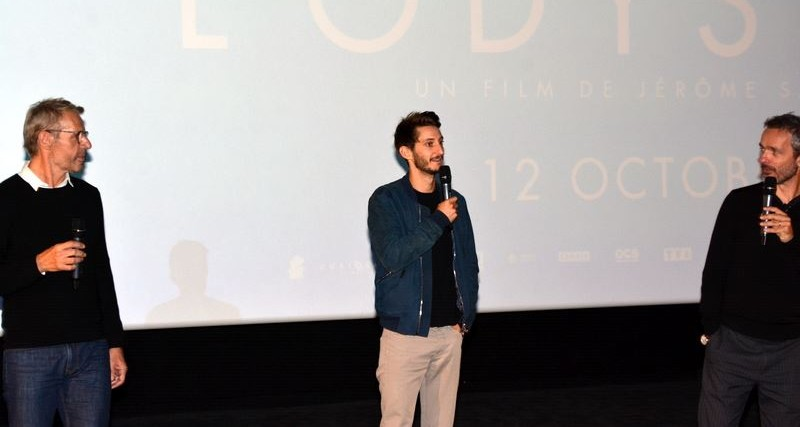
Lambert Wilson, Pierre Niney et le réalisateur Jérôme Salle à une avant-première.

L'Odyssée est présenté en ouverture au neuvième Festival du film francophone d'Angoulême, le 23 août 2016, puis en clôture du 64e Festival international du film de Saint-Sébastien, le 24 septembre 2016.

### Critique
Le scénario déforme ou dramatise parfois la réalité :
- L'hydravion Catalina PBY que pilotait Philippe Cousteau s'est désintégré lors d'un test d'étanchéité de sa coque, en heurtant un banc de sable sous très peu de profondeur en rade de Lisbonne, le tuant sur le coup. Or dans le film, l'hydravion s'abîme en mer lors d'un vol régulier et se retrouve immédiatement submergé, Philippe luttant en vain pour détacher sa ceinture et sortir du cockpit.
- Les apports de Jacques-Yves Cousteau au monde sous-marin sont très importants : scaphandre autonome et détendeur moderne, combinaison étanche, soucoupe plongeante, Turbovoile... Or dans le film, ils ne sont évoqués que de façon périphérique, au même titre que le paiement du salaire de ses employés.
- On a des preuves de l'engagement écologique de Jacques-Yves Cousteau dès 1960, lorsqu'il s'est opposé à l'immersion de déchets radioactifs en Méditerranée[15]. Or dans le film, son engagement ne semble apparaître qu'au cours des années 1970.
- L'expression « les Mousquemers » ne date pas des débuts du trio Cousteau-Tailliez-Dumas mais a été lancée pour la première fois sur l'Île des Embiez par Philippe Tailliez à l'occasion de son 70e anniversaire en 1975 : « Nous étions unis comme les trois mousquetaires, mais mousque-terre cela fait trop terrestre, alors je propose le terme de mousque-mer », raconte-t-il, « comme eux, nous étions quatre avec le mécanicien Léon Vêche qui fourbissait tous nos engins ; de fait, nous avons été de vrais Mousquemers ! » ; par ailleurs, Tailliez ne bégayait pas lorsqu'il prenait la parole en public, porté par son enthousiasme (« la seule vertu », selon lui).
- Les apports de Philippe Tailliez[16], Philippe Diolé ou Yves Paccalet sur le sujet de l'environnement sont fondamentaux et Jacques-Yves Cousteau a d'ailleurs écrit de nombreux livres avec eux. Or dans le film, seul Philippe Cousteau semble porter ce sujet.
- Enfin selon Albert Falco, Claude Wesly, Jean-Michel Cousteau et Jocelyne De Pass, contrairement au texte d'Audrey Tautou, le langage de Simone Cousteau même en privé restait calme et courtois, éventuellement sarcastique dans la colère, mais pas violent, du moins dans sa jeunesse.

### Box-office
| Pays ou région | Box-office        | Date d'arrêt du box-office | Nombre de semaines |
| -------------- | ----------------- | -------------------------- | ------------------ |
| France         | 1 206 547 entrées | 28 décembre 2016           | 11                 |

## Distinctions

### Récompenses
- Festival international du film de Saint-Sébastien 2016 : Greenpeace - Lurra Award
- César 2017 : César du meilleur son pour Marc Engels, Frédéric Demolder, Sylvain Rety et Jean-Paul Hurier

### Nominations et sélection
- Festival du film francophone d'Angoulême 2016 : « Film d'ouverture »[1] - Jérôme Salle
- Globes de cristal 2017 :
  - Meilleur acteur : Lambert Wilson
  - Meilleure actrice : Audrey Tautou